# Velibor Radović
Velibor Radović (in serbo Велибор Радовић?; Titograd, 16 marzo 1972) è un ex cestista e allenatore di pallacanestro montenegrino naturalizzato israeliano, fino al 1991 jugoslavo.

## Palmarès

### Giocatore
- YUBA liga: 2

Spalato: 1989-90, 1990-91
- Campionato israeliano: 4

Maccabi Tel Aviv: 1996-97, 1997-98, 1998-99, 2000-01
- Campionato slovacco: 1

Slávia TU Košice: 2006-07
- Coppa di Jugoslavia: 2

Spalato: 1990, 1991
- Coppa di Croazia: 1

Spalato: 1992
- Coppa di Israele: 3

Maccabi Tel Aviv: 1997-98, 1998-99, 2000-01
- Coppa dei Campioni: 3

Spalato: 1989-90, 1990-91
Maccabi Tel Aviv: 2000-01